# 1928 w nauce

## Nauki przyrodnicze i ścisłe

### Chemia
- opublikowanie reakcji Dielsa-Aldera

### Fizyka
- sformułowanie równania Diraca

### Matematyka
- udowodnienie twierdzenia Moore’a dotyczącego topologii płaszczyzny

## Nagrody Nobla
- Fizyka – Owen Willans Richardson
- Chemia – Adolf Otto Reinhold Windaus
- Medycyna – Charles Jules Henri Nicolle